# Trichonephila sexpunctata
Trichonephila sexpunctata is een spinnensoort uit de familie van de wielwebspinnen (Araneidae).
De wetenschappelijke naam van de soort werd in 1867 als Nephila sexpunctata gepubliceerd door Christoph Gottfried Andreas Giebel.